# 化学教師ウォルター・ホワイト
「化学教師ウォルター・ホワイト」（"Pilot"）は、アメリカ合衆国のテレビドラマシリーズ『ブレイキング・バッド』の初回である。2008年1月20日にAMCより放送され、脚本・監督はシリーズの企画者でショーランナーのヴィンス・ギリガンが務めた。

## プロット
ウォルター・ホワイト（ブライアン・クランストン）はスカイラー（アンナ・ガン）と脳性麻痺の息子のウォルター・Jr（RJ・ミッテ）と共にアルバカーキで暮らす高校の化学教師である。低賃金である彼は地元の洗車場でパートタイムをして家計を補い、教え子たちからは馬鹿にされている。50歳の誕生日を迎えた直後、彼は洗車中に倒れて病院に運ばれ、余命数年で手術不能の肺癌であることを告げられる。彼は家族とスカイラーの妹のマリー（ベッツィ・ブラント）、その夫で親友のDEA捜査官のハンク・シュレイダー（ディーン・ノリス）にはこの事実を伏せることにする。
仕事に戻った後、ウォルターは洗車場で怒って立ち去る。ウォルターはハンクに頼み、 メタンフェタミン（メス）の精製所に急襲する彼とその相棒のスティーブン・ゴメス（スティーヴン・マイケル・ケサダ）の車に同乗させてもらう。DEA捜査官が家に突入した際、ウォルターは窓から逃げ出す元生徒のジェシー・ピンクマン（アーロン・ポール）を目撃する。ウォルターはジェシーの家まで追いかけ、自分にクリスタルメスの精製を手伝わせるように言い、断るならば通報すると脅して合意させる。ウォルターはその動機が家計を助けるためであることをジェシーには伝えない。彼は高校の研究室から精製に必要な道具を集め、さらにジェシーに移動用精製所に使うバウンダーRVを購入させる。
彼らは砂漠へRVを走らせ、調理を始める。ウォルターは科学の専門知識を活かしてクリスタルメスを精製し、ジェシーはそれを最高の純度であると評する。ジェシーはサンプルをディーラーに渡すために街へ戻ってクレイジー・エイト（マックス・アルシニエガ）と会う。ジェシーはクレイジー・エイトが先日の急襲で逮捕されて保釈されたエミリオ・コヤマ（ジョン・コヤマ）の従兄弟であることを知る。エミリオはジェシーが自分を売ったと認識すると、彼は無実で調理を手伝っていることを示すためにRVへと彼らを連れて行く。ウォルターと会ったエミリオは彼が精製所に突入された際に現場に居たことを思い出して情報提供者であると認識し、クレイジー・エイトと共にジェシーと彼に銃を突きつける。逃げようとするジェシーは転んで岩に頭をぶつけて気絶し、ウォルターは命を助けてもらうためにメスの精製を実演して見せる。RVで調理するウォルターを見ているエミリオは外にタバコを投げ捨てて小火の原因を作る。ウォルターは最中にホスフィン・ガスを精製してRVから脱出し、エミリオとクレイジー・エイトを気絶させる。
遠方からサイレンが聞こえるとウォルターは直ちにガスマスクをつけてジェシーを助手席に乗せ、ガスが充満するRVを火事の現場から遠ざける。イン・メディアス・レスによりエピソード冒頭で見られた通りウォルターはRVを溝に嵌らせて降り、ガスマスクを捨てる。警察に捕まると考えた彼はビデオでスカイラーとウォルター・Jrにメッセージを残した後、安全装置がオンになっていると気づかないまま拳銃で自分自身を撃とうとする。サイレンが火災に駆けつけた消防車のものだけであることを知ったウォルターは安心し、すぐに銃を隠す。ウォルターは目覚めたジェシーと共にRVを動かし、街へと戻る。その夜、ウォルターは今までにない性的活力を見せ、妻から「ウォルター、本当にあなたなの？」と言われる。

## 製作
『ブレイキング・バッド』の企画者のヴィンス・ギリガンにより企画されたの核は主人公の悪役への冒険であり、彼の目標はウォルター・ホワイトをチップス先生からスカーフェイスへと変えることであった。ウォルターのメスディーラーとしてのコンセプトはギリガンが仲間の脚本家のトーマス・シュノーズとの話し合いで実現し、彼らは失業の解決策を「メスの精製所をRVの後部に置き、メスを調理して国中を回って金を稼ぐことだ」とジョークを言った。当初の脚本では舞台はカリフォルニア州リバーサイドとなっていたが、ソニーの提案により、撮影場所には税制優遇措置があるニューメキシコ州のアルバカーキが選ばれ、舞台もそちらに移った。ギリガンは東に向かって撮影する際は「常にサンディア山脈を避けなければならないだろう」と述べた。
ギリガンはかつて脚本を務めたSFテレビシリーズ『X-ファイル』第6シーズン第2話「迷走」で協働した経験に基づいてウォルター役にブライアン・クランストンを起用した。同エピソードでクランストンはシリーズの主人公のフォックス・モルダー（デイヴィッド・ドゥカヴニー）を人質に取る末期の病人の反ユダヤ主義者を演じた。ギリガンはウォルターが嫌悪感と共感性を同時に持っていなければならず、「ブライアンはそれを実行でき、そのトリックをやってのけることができる唯一の俳優だった。そしてそれはトリックだ。私は彼がどのようにそれをするか全くわからない」と述べた。AMCはクランストンが『マルコム in the Middle』のハル役のコメディックな演技で知られていたためにこのキャスティングを警戒した。エグゼクティブたちはジョン・キューザックとマシュー・ブロデリックにオファーしたが両者ともに断られた。『Xファイル』のクランストンのエピソードを見た後、エグゼクティブたちは彼のキャスティングを許諾した。クランストンはキャラクターの凋落を反映するために10ポンド増量し、髪の毛を赤のハイライトから茶色に染めた。クランストンは衣裳デザイナーのキャスリーン・デトロとメイクアップアーティストのフリーダ・ヴァレンズエラと協力し、ウォルターの穏やかで、目立たない、虚弱なキャラクターを作り上げた。

## 評価
エピソードは概ね高評価を受けた。『USAトゥデイ』のロバート・ビアンコはブライアン・クランストンの演技を「とても面白くて注目に値する」と評した。『フィラデルフィア・インクワイアラー』のジョナサン・ストームは番組を「予想不能で刺激的」と評した。『ハリウッド・リポーター』のバリー・ガロンは番組を「サスペンスに満ちて驚くべき」と評した。『The A.V. Club』のドナ・ボウマンはクランストンの演技を「魅了される」、「虚無的」、「巨大だが無力」、ギリアンの脚本を「鋭敏に観察されている」と評した。
ブライアン・クランストンはこのエピソードにより第60回プライムタイム・エミー賞でドラマシリーズ主演男優賞を受賞した。ヴィンス・ギリガンはプライムタイム・エミー賞のドラマシリーズ監督賞にノミネートされ、また全米脚本家組合賞のエピソーディックドラマ賞を受賞した。リン・ウィリングハムはライムタイム・エミー賞ドラマシリーズ編集賞を受賞し、ジョン・トールは1時間シリーズ撮影賞にノミネートされた。